# Nou Moviment - Mérets
Nou Moviment - Mérets (hebreu: התנועה החדשה מרצ, ha-Tenuà ha-Hadaixà - Mérets‎) fou un partit polític d'esquerres d'Israel creat el 1992 a partir de la unió dels partits Rats, Mappam i Xinnuy. El partit visqué els seus millors moments entre 1992 i 1996 quan tingué 12 escons a la Kenésset. En les eleccions legislatives d'Israel de 2022, les últimes a què es presentà, no aconseguí superar el llindar electoral del 3,25% i no obtingué cap escó, la primera vegada que no aconseguia representació.
Mérets es definia com un partit sionista, verd, d'esquerra i social demòcrata. Es considerava un partit que lluitava per la pau, els drets humans, la llibertat de culte, els drets del col·lectiu LGBT i l'ecologisme. Era membre de la Internacional Socialista. Es considerava a si mateix com el representant polític del moviment israelià per la pau a la Kenésset, així com als consells municipals i els altres òrgans polítics locals, emfatitzant la solució dels dos estats. Les joventuts del partit s'anomenaven Noar Meretz (נוער מרצ).
Ehud Barak, després que els laboristes guanyessin les eleccions legislatives d'Israel de 1999 va ser triat Primer Ministre d'Israel, el 17 de maig de 1999, formant una coalició d'Un Israel, en la que estaven els laboristes, Partit del Centre, Guéixer, Xas, Nou Moviment - Mérets, Partit Nacional Religiós, Israel ba-Aliyà i Judaisme Unit de la Torà després que Barak prometés "la fi de la corrupció" produïda als partits religiosos. Nou Moviment - Mérets va deixar la coalició governamental després que en les Eleccions directes del Primer Ministre de 2001 Ariel Xaron vencés Ehud Barak.
Després de les eleccions de 2021, s'arribà a un acord de govern de Yamina, Yeix Atid, Blau i Blanc, Partit Laborista, Yisrael Beiteinu, Nova Esperança, Mérets i la Llista Àrab Unida que preveia que Naftali Bennett de Yamina seria primer ministre fins al 27 d'agost de 2023, moment en què Yair Lapid, líder de Yeix Atid, agafaria el relleu com a primer ministre i que l'acció de govern se centraria en l'economia i en temes socials, emfatitzant la recuperació després de la Pandèmia de COVID-19. El 30 de juny de 2022, després de l'agreujament de les diferències entre els partits del govern i de patir algunes desercions que els feren perdre la majoria parlamentària, la Kenésset va aprovar la seva dissolució i convocatòria d'eleccions i, segons els acords de coalició, Yair Lapid fou nomenat Primer ministre d'Israel a partir del dia 1 de juliol.
El 30 de juny de 2024, el partit va acordar fusionar-se amb el Partit Laborista Israelià per formar un nou partit, Els Demòcrates. L'acord es va ratificar en una convenció de delegats de Mérets i el Partit Laborista el 12 de juliol de 2024. Segons l'acord, Méretsi Labor continuen com a entitats corporatives i pressupostàries separades, i les seves faccions a la Histadrut, els consells municipals i altres òrgans aliens a la Kenésset no s'unificaran en aquesta fase, però cooperaran.

## Líders
|   | Líder | Líder          | Inici | Final |
| - | ----- | -------------- | ----- | ----- |
| 1 |       | Shulamit Aloni | 1992  | 1996  |
| 2 |       | Yossi Sarid    | 1996  | 2003  |
| 3 |       | Yossi Beilin   | 2003  | 2008  |
| 4 |       | Haim Oron      | 2008  | 2012  |

|     | Líder | Líder           | Inici | Final |
| --- | ----- | --------------- | ----- | ----- |
| 5   |       | Zehava Gal-On   | 2012  | 2018  |
| 6   |       | Tamar Zandberg  | 2018  | 2019  |
| 7   |       | Nitzan Horowitz | 2019  | 2022  |
| (5) |       | Zehava Gal-On   | 2022  | 2022  |

## Resultats electorals
| Any        | Líder           | Vots                              | %                                 | Escons   | +/– | Estatus            |
| ---------- | --------------- | --------------------------------- | --------------------------------- | -------- | --- | ------------------ |
| 1992       | Shulamit Aloni  | 250.667                           | 9,58                              | 12 / 120 | 2   | Coalició           |
| 1996       | Yossi Sarid     | 226.275                           | 7,41                              | 9 / 120  | 3   | Oposició           |
| 1999       | Yossi Sarid     | 253.525                           | 7,66                              | 10 / 120 | 1   | Coalició (1999-00) |
| 1999       | Yossi Sarid     | 253.525                           | 7,66                              | 10 / 120 | 1   | Oposició (2000-03) |
| 2003       | Yossi Sarid     | 164.122                           | 5,21                              | 6 / 120  | 4   | Oposició           |
| 2006       | Yossi Beilin    | 118.302                           | 3,77                              | 5 / 120  | 1   | Oposició           |
| 2009       | Haim Oron       | 99.611                            | 2,95                              | 3 / 120  | 2   | Oposició           |
| 2013       | Zehava Gal-On   | 172.403                           | 4,55                              | 6 / 120  | 3   | Oposició           |
| 2015       | Zehava Gal-On   | 165.529                           | 3,93                              | 5 / 120  | 1   | Oposició           |
| Abril 2019 | Tamar Zandberg  | 156.473                           | 3,63                              | 4 / 120  | 1   | Anticipades        |
| Set. 2019  | Nitzan Horowitz | Dins la Unió Democràtica          | Dins la Unió Democràtica          | 3 / 120  | 1   | Anticipades        |
| 2020       | Nitzan Horowitz | Coalició Mérets-Laborista-Guéixer | Coalició Mérets-Laborista-Guéixer | 3 / 120  | =   | Oposició           |
| 2021       | Nitzan Horowitz | 202.218                           | 4,59                              | 6 / 120  | 3   | Coalició           |
| 2022       | Zehava Gal-On   | 150.740                           | 3,16                              | 0 / 120  | 6   | Extraparlamentari  |